# 西川登
西川 登（にしかわ のぼる、1952年 - ）は、日本の会計学者・歴史学者。神奈川大学名誉教授。江戸時代の商家の会計帳簿研究の専門家で、日本会計研究学会賞太田賞および日本会計史学会賞受賞。

## 人物・経歴
千葉県市川市出身。1971年千葉県立千葉高等学校卒業。1975年京都大学経済学部経営学科卒業。1977年一橋大学大学院商学研究科経営学および会計学専攻修士課程修了。1982年一橋大学大学院商学研究科経営学および会計学専攻博士課程単位取得満期退学。指導教官米川伸一。
佐賀大学経済学部講師、佐賀大学経済学部助教授、神奈川大学経済学部助教授を経て、1990年から神奈川大学経済学部教授。1993年論文「江戸時代の三井家における会計組織の研究」で京都大学より博士（経済学）の学位を取得。2019年神奈川大学名誉教授。
大学院博士課程在学中から三井家を中心とした江戸時代の商家の会計帳簿を研究主題とする。斯界の第一人者として知られ、1993年『三井家勘定管見』で日本会計研究学会賞太田賞を受賞。1994年には同書で日本会計史学会賞を受賞。

## 著作

### 著書
- 『プログラム学習による基礎簿記会計』白桃書房 1991年
- 『三井家勘定管見』白桃書房 1993年
- 『わが国上場企業の会計行動』（編書, ABRAゼミ著）白桃書房 1996年、増補版2001年
- 『New Concept 商業簿記3級』（平松一夫編著, 共著）税務経理協会 1998年
- 『江戸時代における三井家大元方の経営分析および財務内容と会計政策との関連性探究』神奈川大学 2001年
- 『三井家勘定管見 資料篇』白桃書房 2004年
- 『通説で学ぶ財務諸表論』（田中弘, 岡村勝義, 奥山茂, 戸田龍介と共著）税務経理協会 2009年

### 訳書
- Dieter Ordelheide, KPMG『連結財務諸表ハンドブック』（共訳）税務経理協会 2004年